# Втора
Втора — річка в Україні, у Звягельському районі Житомирської області, ліва притока Церему (басейн Прип'яті).

## Опис
Довжина річки приблизно 5 км. Висота витоку річки над рівнем моря — 219 м; висота гирла над рівнем моря — 202 м; падіння річки — 17 м; похил річки — 3,4 м/км.

## Розташування
Втора бере початок на південному заході від села Городище. Тече на північний схід і в межах села Морозівка (до 1963 року Дубровка) впадає в річку Церем, притоку Случі.

## Іхтіофауна Втори
У річці водяться бистрянка, окунь, пічкур та плітка звичайна.